# Pandu (Mythologie)
Pandu (Sanskrit पाण्डु, Pāṇḍu m.) war König von Hastinapura, wo der im Mahabharata geschilderte große Konflikt zwischen zwei verwandten Familien entbrannte. Er war Sohn Vyasas, Bruder von Dhritarashtra und Vater der fünf Pandavas.

## Geburt
Einst lebte im alten Indien ein König namens Vichitravitya, der jedoch in jungem Alter kinderlos starb. Seine Mutter Satyavati bat daher ihren unehelichen ältesten Sohn Vyasa, stellvertretend für Vichitravirya einen Nachkommen mit seiner Witwe Ambalika zu zeugen. Vyasa näherte sich ihr jedoch mit dem ungepflegten Äußeren eines Asketen, weshalb Ambalika vor Ekel aschfahl wurde. Dies verletzte Vyasa zutiefst und er verfluchte sie, dass ihr Sohn bleich (Sanskrit pāṇḍu) zur Welt kommen würde, wie es denn auch geschah.

## Jugend und Ausbildung
Pandu wurde zusammen mit Dhritarashtra und dem Halbbruder Vidura vom Familien-Ältesten Bhishma unterrichtet. Er studierte die heiligen Schriften, wurde geschult im Reiten, Kampf mit Keule und Schwert, Elefantenkunde und Staatsführung. Besonders im Bogenschießen tat er sich hervor und galt als der beste Schütze in seiner Familie. Da Dhritarashtra blind geboren wurde, wurde Pandu zum König ernannt.

## Feldzüge
Pandu ehelichte Kunti und Madri und begann daraufhin einige Eroberungszüge, um Terrain zurückzugewinnen, das in der Vergangenheit unter anderen Königen verloren wurde, und sein Reich zu erweitern. Er zog zu Felde gegen Darva, den Herrscher von Magadha, und besiegte auch die Videhas in Mithila ebenso wie viele andere Stämme. So wuchs sein Ansehen in der Familie und bei der Bevölkerung und er wurde allseits als erfolgreicher König und Machthaber geschätzt.

## Der Fluch
Einmal, als Pandu in einem großen Wald auf der Jagd war, sah er, wie zwei Rehe sich paarten, und schoss fünf Pfeile auf sie ab. Doch wie sich herausstellte, war es der Rishi Kimdama, der mit seiner Frau eine Tierform angenommen hatte, um sie auf diese Weise unerkannt und in freier Natur zu lieben. Bevor der Rishi starb, erhob er schwere Vorwürfe gegen Pandu. Zwar konnte er nicht wissen, dass er auf Menschen schoss, aber er hätte gleichwohl den Vollzug der Paarung abwarten müssen. Pandu rechtfertigte sich, er habe nur nach den Gesetzen der Jagd gehandelt und fühle sich nicht schuldig. Daraufhin verfluchte ihn der Rishi, er werde dereinst selbst sterben, wenn er sich mit einer Frau in Liebe vereinige, und sie werde ihm in den Tod folgen. Pandu entsagte daraufhin dem Königreich, um als Einsiedler im Wald zu leben, und überließ Dhritarashtra die Herrschaft. Doch als er eines Tages mit Madri im Wald spazieren ging, wurde er von unwiderstehlichem Begehren überwältigt, umarmte sie und starb, woraufhin Madri als Witwe ihm in den Freitod folgte.